# Liga de Campeones de la UEFA 2021-22
La Liga de Campeones de la UEFA 2021-22 fue la 67.a edición de la competición y la 30.a temporada desde que se renombró a Liga de Campeones de la UEFA.
La final se disputó en el Stade de France de Saint-Denis (Francia). Originalmente estaba programada en el Allianz Arena en Múnich (Alemania); sin embargo, debido al aplazamiento y la reubicación de la final de 2020 provocados por la pandemia de COVID-19, los anfitriones finales se retrasaron un año y San Petersburgo albergaría la final de 2022. No obstante, la sede se volvió a cambiar al Stade de France a causa de las sanciones a Rusia por la invasión de Ucrania, por lo que, por tercera vez, se disputó una final de UEFA Champions League en el estadio de la Selección Francesa, (las anteriores fueron en las temporadas 1999-2000 y 2005-06).
Los ganadores de la Liga de Campeones de la UEFA 2021-22 se clasificaron automáticamente para la fase de grupos de la Liga de Campeones de la UEFA 2022-23, jugarán la Supercopa de Europa 2022 contra el campeón de la Liga Europa de la UEFA 2021-22 y también se clasificaron para la Copa Mundial de Clubes de la FIFA 2022.
Esta fue la primera temporada desde 1998-99 (la última temporada en la que se jugó la Recopa de Europa) en la que hay tres competiciones UEFA en liza: Liga de Campeones, Liga Europa y la recién creada Liga Conferencia. No hubo cambios en el formato de la Liga de Campeones, pero los equipos eliminados en la ronda preliminar y en la primera ronda de clasificación pasaron a competir en la Liga Conferencia en lugar de en la Liga Europa.
El 24 de junio de 2021, la UEFA aprobó la propuesta de eliminar la regla de gol de visitante en todas las competiciones de clubes de la UEFA, que se había utilizado desde 1965. En consecuencia, si en una eliminatoria a dos partidos, el marcador global termina empatado, el ganador no se decidirá por el número de goles marcados como visitante, sino siempre por 30 minutos de prórroga, y de continuar empatado, el ganador se decidirá mediante una tanda de penaltis.
La Associazione Calcio Milan, siete veces campeón del torneo, regresó a la competición tras siete años sin clasificar. El Fotball Club Sheriff Tiraspol del autoproclamado estado de Transnistria debutó en la competición. Esto fue posible al ser integrante de la máxima categoría del fútbol de Moldavia, adscrito a UEFA.
Asimismo, tras el quinto título del Barcelona en 2015, es la primera vez desde entonces que estaban en una misma edición del torneo los cinco equipos con cinco Copas de Europa o más: Real Madrid, Milan, Liverpool, Bayern Múnich y Barcelona.
El campeón fue el Real Madrid tras vencer 1-0 al Liverpool, en la final jugada en el Stade de France el 28 de mayo de 2022, por lo que se clasificó para jugar la Supercopa de Europa 2022 y disputar la Copa Mundial de Clubes de la FIFA 2022.

## Asignación de equipos por asociación
Participaron 80 equipos de 54 de las 55 federaciones miembro de la UEFA. Se usa la clasificación basada en los coeficientes de país de la UEFA para determinar el número de equipos participantes por cada asociación:
- Las asociaciones 1–4 tienen cuatro equipos clasificados.
- Las asociaciones 5–6 tienen tres equipos clasificados.
- Las asociaciones 7–15 tienen dos equipos clasificados.
- Las asociaciones 16–55 (excepto Liechtenstein) tienen un equipo clasificado.
- Los ganadores de la Liga de Campeones de la UEFA 2020-21 y de la Liga Europa de la UEFA 2020-21 se les otorgará una plaza adicional si no acceden a la Liga de Campeones 2021-22 a través de su liga local.

### Clasificación de la asociación
Para la Liga de Campeones 2021-22, a las asociaciones se les asignan plazas de acuerdo con sus coeficientes de país de la UEFA 2020, que tiene en cuenta su rendimiento en las competiciones europeas de 2015-16 a 2019-20.
| Clasif. | Asociación      | Coef.   | Equipos | Notas    |
| ------- | --------------- | ------- | ------- | -------- |
| 1       | España          | 102.283 | 4       | +1 (UEL) |
| 2       | Inglaterra      | 90.462  | 4       |          |
| 3       | Alemania        | 74.784  | 4       |          |
| 4       | Italia          | 70.653  | 4       |          |
| 5       | Francia         | 59.248  | 3       |          |
| 6       | Portugal        | 49.449  | 3       |          |
| 7       | Rusia           | 45.549  | 2       |          |
| 8       | Bélgica         | 37.900  | 2       |          |
| 9       | Ucrania         | 36.100  | 2       |          |
| 10      | Países Bajos    | 35.750  | 2       |          |
| 11      | Turquía         | 33.600  | 2       |          |
| 12      | Austria         | 32.925  | 2       |          |
| 13      | Dinamarca       | 29.250  | 2       |          |
| 14      | Escocia         | 27.875  | 2       |          |
| 15      | República Checa | 27.300  | 2       |          |
| 16      | Chipre          | 26.750  | 1       |          |
| 17      | Suiza           | 26.400  | 1       |          |
| 18      | Grecia          | 26.300  | 1       |          |
| 19      | Serbia          | 25.500  | 1       |          |

| Clasif. | Asociación    | Coef.  | Equipos | Notas |
| ------- | ------------- | ------ | ------- | ----- |
| 20      | Croacia       | 24.875 | 1       |       |
| 21      | Suecia        | 22.750 | 1       |       |
| 22      | Noruega       | 21.750 | 1       |       |
| 23      | Israel        | 19.625 | 1       |       |
| 24      | Kazajistán    | 19.250 | 1       |       |
| 25      | Bielorrusia   | 18.875 | 1       |       |
| 26      | Azerbaiyán    | 18.750 | 1       |       |
| 27      | Bulgaria      | 17.375 | 1       |       |
| 28      | Rumania       | 16.700 | 1       |       |
| 29      | Polonia       | 16.625 | 1       |       |
| 30      | Eslovaquia    | 15.875 | 1       |       |
| 31      | Liechtenstein | 13.500 | 0       |       |
| 32      | Eslovenia     | 13.000 | 1       |       |
| 33      | Hungría       | 12.875 | 1       |       |
| 34      | Luxemburgo    | 8.000  | 1       |       |
| 35      | Lituania      | 7.875  | 1       |       |
| 36      | Armenia       | 7.625  | 1       |       |
| 37      | Letonia       | 7.625  | 1       |       |

| Clasif. | Asociación           | Coef. | Equipos | Notas |
| ------- | -------------------- | ----- | ------- | ----- |
| 38      | Albania              | 7.375 | 1       |       |
| 39      | Macedonia del Norte  | 7.375 | 1       |       |
| 40      | Bosnia y Herzegovina | 6.875 | 1       |       |
| 41      | Moldavia             | 6.750 | 1       |       |
| 42      | Irlanda              | 6.700 | 1       |       |
| 43      | Finlandia            | 6.500 | 1       |       |
| 44      | Georgia              | 5.750 | 1       |       |
| 45      | Malta                | 5.750 | 1       |       |
| 46      | Islandia             | 5.375 | 1       |       |
| 47      | Gales                | 5.000 | 1       |       |
| 48      | Irlanda del Norte    | 4.875 | 1       |       |
| 49      | Gibraltar            | 4.750 | 1       |       |
| 50      | Montenegro           | 4.375 | 1       |       |
| 51      | Estonia              | 4.375 | 1       |       |
| 52      | Kosovo               | 4.000 | 1       |       |
| 53      | Islas Feroe          | 3.750 | 1       |       |
| 54      | Andorra              | 2.831 | 1       |       |
| 55      | San Marino           | 0.666 | 1       |       |

### Distribución
Los equipos accederán de acuerdo a la lista de acceso.
|                                           |                                           | Equipos que entran en esta fase | Equipos que provienen de la fase anterior                                                                  |
| ----------------------------------------- | ----------------------------------------- | --- | --- |
| Ronda preliminar (4 equipos)              | Ronda preliminar (4 equipos)              | - 4 campeones de las asociaciones 52-55 | |
| Primera ronda clasificatoria (32 equipos) | Primera ronda clasificatoria (32 equipos) | - 31 campeones de las asociaciones 20-51 (excluyendo Liechtenstein) | - 1 ganador de la ronda preliminar                                                                         |
| Segunda ronda clasificatoria (26 equipos) | Ruta de campeones (20 equipos)            | - 4 campeones de las asociaciones 16-19 | - 16 ganadores de la Primera ronda clasificatoria                                                          |
| Segunda ronda clasificatoria (26 equipos) | Ruta de liga (6 equipos)                  | - 6 subcampeones de las asociaciones 10-15 | |
| Tercera ronda clasificatoria (20 equipos) | Ruta de campeones (12 equipos)            | - 2 campeones de las asociaciones 14-15 | - 10 ganadores de la segunda ronda - Ruta de campeones                                                     |
| Tercera ronda clasificatoria (20 equipos) | Ruta de liga (8 equipos)                  | - 3 subcampeones de las asociaciones 7-9 - 2 equipos en tercer lugar de las asociaciones 5-6 | - 3 ganadores de la segunda ronda - Ruta de liga                                                           |
| Ronda de Play-Off (12 equipos)            | Ruta de campeones (8 equipos)             | - 2 campeones de las asociaciones 12-13 | - 6 ganadores de la tercera ronda clasificatoria - Ruta de campeones                                       |
| Ronda de Play-Off (12 equipos)            | Ruta de liga (4 equipos)                  | | - 4 ganadores de la tercera ronda clasificatoria - Ruta de liga                                            |
| Fase de grupos (32 equipos)               | Fase de grupos (32 equipos)               | - 1 campeón de la Liga de Campeones de la UEFA 2020-21 - 1 campeón de la Liga Europa de la UEFA 2020-21 - 11 campeones de las asociaciones 1-11 - 6 subcampeones de las asociaciones 1-6 - 4 equipos en tercer lugar de las asociaciones 1-4 - 4 equipos en cuarto lugar de las asociaciones 1-4 | - 4 ganadores de la ronda de Play-Off Ruta de campeones - 2 ganadores de la ronda de Play-Off Ruta de liga |
| Fase eliminatoria (16 equipos)            | Fase eliminatoria (16 equipos)            | | - 8 Primeros de grupo - 8 Segundos de grupo                                                                |

Se realizarán cambios en la lista de acceso anterior si los ganadores de la Liga de Campeones y/o la Liga Europa clasifican para el torneo a través de sus ligas nacionales.
- Si los ganadores del título de la Liga de Campeones se clasifican para la fase de grupos a través de su liga nacional, se realizarán los siguientes cambios:
  - Los campeones de la asociación 11 entran en la fase de grupos en lugar de en la ronda de play-off.
  - Los campeones de la asociación 13 entran en la ronda de play-off en lugar de en la tercera ronda de clasificación.
  - Los campeones de la asociación 15 entran en la tercera ronda de clasificación en lugar de la segunda ronda de clasificación.
  - Los campeones de las asociaciones 18 y 19 entran en la segunda ronda de clasificación en lugar de la primera ronda de clasificación.

- Si los ganadores del título de la Liga Europa se clasifican para la fase de grupos a través de su liga nacional, se realizarán los siguientes cambios:
  - El tercer equipo de la asociación 5 ingresa a la fase de grupos en lugar de a la tercera ronda de clasificación.
  - Los subcampeones de las asociaciones 10 y 11 entran en la tercera ronda de clasificación en lugar de la segunda ronda de clasificación.

- Si los ganadores de la Liga de Campeones y/o la Liga Europa clasifican para las rondas clasificatorias a través de su liga nacional, su lugar en las rondas clasificatorias queda vacante, y los equipos de las asociaciones mejor clasificadas en las rondas anteriores serán promovidos en consecuencia.
- Una asociación puede tener un máximo de cinco equipos en la Liga de Campeones. Por lo tanto, si tanto los campeones de la Liga de Campeones como los de la Liga Europa provienen de la misma asociación entre las cuatro primeras y terminan fuera de los cuatro primeros de su liga nacional, el equipo de la liga clasificado cuarto no competirá en la Liga de Campeones y, en su lugar, lo hará en la Liga Europa.

## Desarrollo

### Participantes
Para el proceso de clasificación véase Fase clasificatoria 2021-22.
| Fase de grupos               | Fase de grupos          | Fase de grupos              | Fase de grupos              |
| ---------------------------- | ----------------------- | --------------------------- | --------------------------- |
| Villarreal (LE)              | Liverpool (3.°)         | Milan (2.°)                 | Zenit San Petersburgo (1.°) |
| Atlético de Madrid (1.°)     | Chelsea (4.°)CV         | Atalanta (3.°)              | Brujas (1.°)                |
| Real Madrid (2.°)            | Bayern Múnich (1.°)     | Juventus (4.°)              | Dinamo de Kiev (1.°)        |
| Barcelona (3.°)              | RB Leipzig (2.°)        | Lille (1.°)                 | Ajax (1.°)                  |
| Sevilla (4.°)                | Borussia Dortmund (3.°) | París Saint-Germain (2.°)   | Beşiktaş (1.º)              |
| Manchester City (1.°)        | Wolfsburgo (4.°)        | Sporting de Lisboa (1.°)    |                             |
| Manchester United (2.°)      | Inter de Milán (1.°)    | Porto (2.°)                 |                             |
| Ronda de Play-Off            |                         |                             |                             |
| Ruta de campeones            | Ruta de campeones       | Ruta de liga                | Ruta de liga                |
| Red Bull Salzburgo (1.°)     | Brøndby (1.º)           |                             |                             |
| Tercera ronda clasificatoria |                         |                             |                             |
| Ruta de campeones            | Ruta de liga            | Ruta de liga                | Ruta de liga                |
| Rangers (1.º)                | Mónaco (3.º)            | Spartak de Moscú (2.º)      | Shakhtar Donetsk (2.º)      |
| Slavia Praga (1.º)           | Benfica (3.º)           | Genk (2.º)                  |                             |
| Segunda ronda clasificatoria |                         |                             |                             |
| Ruta de campeones            | Ruta de campeones       | Ruta de liga                | Ruta de liga                |
| Omonia Nicosia (1.º)         | Estrella Roja (1.º)     | PSV Eindhoven (2.°)         | Midtjylland (2.º)           |
| Young Boys (1.º)             |                         | Galatasaray (2.º)           | Celtic (2.°)                |
| Olympiacos (1.º)             | Rapid Viena (2.º)       | Sparta Praga (2.º)          |                             |
| Primera ronda clasificatoria |                         |                             |                             |
| Dinamo Zagreb (1.º)          | CFR Cluj (1.º)          | Riga (1.º)                  | Hibernians (2.°)            |
| Malmö (1.º)                  | Legia Varsovia (1.º)    | Teuta (1.º)                 | Valur (1.º)                 |
| Bodø/Glimt (1.º)             | Slovan Bratislava (1.º) | Shkëndija (1.º)             | Connah's Quay Nomads (1.º)  |
| Maccabi Haifa (1.º)          | Mura (1.º)              | Borac (1.º)                 | Linfield (1.º)              |
| Kairat (1.º)                 | Ferencváros (1.º)       | Sheriff Tiraspol (1.º)      | Lincoln Red Imps (1.º)      |
| Shakhtyor Soligorsk (1.º)    | Fola Esch (1.º)         | Shamrock Rovers (1.º)       | Budućnost (1.º)             |
| Neftçi Bakú (1.º)            | Žalgiris (1.º)          | HJK Helsinki (1.º)          | Flora (1.º)                 |
| Ludogorets Razgrad (1.º)     | Alashkert (1.º)         | Dinamo Tbilisi (1.º)        |                             |
| Ronda preliminar             |                         |                             |                             |
| Pristina (1.°)               | HB (1.º)                | Inter Club d'Escaldes (1.º) | Folgore (1.º)               |

Leyenda:
CV: campeón vigente de la Liga de Campeones
LE: campeón vigente de la Liga Europa.
N.º: Posición de liga.
1. ↑  La Premier Liga de Malta 2020-21 fue cancelada debido a la pandemia de COVID-19 en Malta. El mejor equipo de la liga en el momento del abandono, Ħamrun Spartans, fue declarado campeón, pero posteriormente se le prohibió competir en competiciones europeas por arreglo de partidos. Como resultado, el equipo Hibernians segundo clasificado fue seleccionado para jugar en la Liga de Campeones de la UEFA 2021-22 por la Asociación de Fútbol de Malta.[6][7][8]

## Rondas preliminares y clasificatorias
Para el proceso de clasificación véase Fases preliminares y clasificatorias 2021-22
En la ronda preliminar, cuatro equipos se dividen en dos bombos, en esta ocasión según los coeficientes de países por clubes de UEFA. Jugarán dos semifinales, y los ganadores de las mismas jugarán una final para definir al equipo que jugará la primera ronda previa. Los perdedores de las semifinales y la final ingresan a la segunda ronda clasificatoria de la Liga Europa Conferencia de la UEFA.
Posteriormente un total de 32 equipos disputan la primera ronda de clasificación: 31 equipos que ingresan en esta ronda y el ganador de la ronda preliminar. Los perdedores de esta ronda entrarán en la segunda ronda clasificatoria de la Liga Europa Conferencia de la UEFA. La segunda ronda de clasificación se divide en dos secciones: Ruta de Campeones (para los campeones de la liga) y Ruta de Liga (para los no campeones de la liga). Los perdedores de esta ronda entraron en la tercera ronda previa de la Liga Europa de la UEFA. Un total de 26 equipos participaron en la segunda ronda de clasificación. La Tercera ronda de clasificación se divide en dos secciones: Ruta de Campeones (para los campeones de las ligas) y Ruta de Liga (para los no campeones de las ligas). Los perdedores de la Ruta de Campeones entrarán en la cuarta ronda previa de la Liga Europa de la UEFA, mientras que los perdedores de la Ruta de liga lo harán en la fase de grupos. Un total de 20 equipos participarán en la tercera ronda de clasificación. Finalmente, la ronda de play-off la disputan 12 equipos, 8 en la ruta de campeones y 4 en la ruta de liga. Los ganadores de ambas rutas clasifican a la fase de grupos y los perdedores de ambas rutas van a la fase de grupos de la Liga Europa de la UEFA 2021-22.

## Fase de grupos
Los 32 equipos se dividen en ocho grupos de cuatro, con la restricción de que los equipos de la misma asociación, así como los equipos de Rusia y Ucrania no pueden enfrentarse entre sí. Para el sorteo, los equipos se dividen en cuatro bombos.
- El bombo 1 contiene a los campeones de la Liga de Campeones y de la Liga Europa, y los campeones de las ligas de las seis mejores asociaciones según el coeficiente de países de la UEFA (están ordenados de acuerdo al Coeficiente UEFA de clubes por países). Si uno o ambos equipos campeones de la Liga de Campeones y Liga Europa también son campeones de las ligas de las asociaciones principales, los campeones de las ligas de las siguientes asociaciones con mejor clasificación también se clasifican para el bombo 1.

- Los bombos 2, 3 y 4 contienen los equipos restantes, ordenados en función de sus coeficientes de clubes de la UEFA.

En cada grupo, los equipos juegan unos contra otros en casa y fuera en un formato de todos contra ningún equipo. Los ganadores de grupo y los subcampeones avanzan a la ronda de octavos de final, mientras que los equipos en tercer lugar entran en la ronda preliminar de la fase eliminatoria de la Liga Europa de la UEFA 2021-22.
Un total de 32 equipos juegan en la fase de grupos: 26 equipos que entran en esta fase y los 6 ganadores de la ronda de play-off (4 de la Ruta de Campeones y 2 de la Ruta de Liga). 
| Bombo 1 | Bombo 2 | Bombo 3 | Bombo 4 |
| --- | --- | --- | --- |
| ChelseaCV CC: 98.000 VillarrealLE CC: 63.000 Bayern Múnich CC: 134.000 Manchester City CC: 125.000 Atlético de Madrid CC: 115.000 Inter de Milán CC: 53.000 Sporting de Lisboa CC: 45.500 Lille CC: 14.000 | Real Madrid CC: 127.000 Barcelona CC: 122.000 Juventus CC: 120.000 Manchester United CC: 113.000 Paris Saint-Germain CC: 113.000 Liverpool CC: 101.000 Sevilla CC: 98.000 Borussia Dortmund CC: 90.000 | Porto CC: 87.000 Ajax CC: 82.500 Shakhtar Donetsk CC: 79.000 RB Leipzig CC: 66.000 Red Bull Salzburgo CC: 59.000 Benfica CC: 58.000 Atalanta CC: 50.500 Zenit San Petersburgo CC: 50.000 | Beşiktaş CC: 49.000 Dinamo de Kiev CC: 47.000 Brujas CC: 35.500 Young Boys CC: 35.000 Milan CC: 31.000 Malmö CC: 18.500 Wolfsburgo CC: 14.714 Sheriff Tiraspol CC: 14.500 |

- CV: cabeza de serie por ser el campeón de la Liga de Campeones 2020-21.
- LE: cabeza de serie por ser el campeón de la Liga Europa 2020-21.

Leyendas
     — Clasificados a Fases eliminatorias.
     — Transferidos a la Liga de Europa 2021-22.
     — Eliminados.

### Grupo A
| Equipo              | Pts. | PJ | PG | PE | PP | GF | GC | Dif. | Notas                          |
| ------------------- | ---- | -- | -- | -- | -- | -- | -- | ---- | ------------------------------ |
| Manchester City     | 12   | 6  | 4  | 0  | 2  | 18 | 10 | 8    | Clasificado a octavos de final |
| París Saint-Germain | 11   | 6  | 3  | 2  | 1  | 13 | 8  | 5    | Clasificado a octavos de final |
| RB Leipzig          | 7    | 6  | 2  | 1  | 3  | 15 | 14 | 1    | Repescado a Liga Europa        |
| Brujas              | 4    | 6  | 1  | 1  | 4  | 6  | 20 | -14  |                                |

|     | MCI   | PSG   | RBL   | BRU   |
| --- | ----- | ----- | ----- | ----- |
| MCI |       | 2 – 1 | 6 – 3 | 4 – 1 |
| PSG | 2 – 0 |       | 3 – 2 | 4 – 1 |
| RBL | 2 – 1 | 2 – 2 |       | 1 – 2 |
| BRU | 1 – 5 | 1 – 1 | 0 – 5 |       |

### Grupo B
| Equipo             | Pts. | PJ | PG | PE | PP | GF | GC | Dif. | Notas                          |
| ------------------ | ---- | -- | -- | -- | -- | -- | -- | ---- | ------------------------------ |
| Liverpool          | 18   | 6  | 6  | 0  | 0  | 17 | 6  | 11   | Clasificado a octavos de final |
| Atlético de Madrid | 7    | 6  | 2  | 1  | 3  | 7  | 8  | -1   | Clasificado a octavos de final |
| Porto              | 5    | 6  | 1  | 2  | 3  | 4  | 11 | -7   | Repescado a Liga Europa        |
| Milan              | 4    | 6  | 1  | 1  | 4  | 6  | 9  | -3   |                                |

|     | LIV   | ATM   | POR   | MIL   |
| --- | ----- | ----- | ----- | ----- |
| LIV |       | 2 – 0 | 2 – 0 | 3 – 2 |
| ATM | 2 – 3 |       | 0 – 0 | 0 – 1 |
| POR | 1 – 5 | 1 – 3 |       | 1 – 0 |
| MIL | 1 – 2 | 1 – 2 | 1 – 1 |       |

### Grupo C
| Equipo             | Pts. | PJ | PG | PE | PP | GF | GC | Dif. | Notas                          |
| ------------------ | ---- | -- | -- | -- | -- | -- | -- | ---- | ------------------------------ |
| Ajax               | 18   | 6  | 6  | 0  | 0  | 20 | 5  | 15   | Clasificado a octavos de final |
| Sporting de Lisboa | 9    | 6  | 3  | 0  | 3  | 14 | 12 | 2    | Clasificado a octavos de final |
| Borussia Dortmund  | 9    | 6  | 3  | 0  | 3  | 10 | 11 | -1   | Repescado a Liga Europa        |
| Beşiktaş           | 0    | 6  | 0  | 0  | 6  | 3  | 19 | -16  |                                |

|     | SCP   | DOR   | AJX   | BES   |
| --- | ----- | ----- | ----- | ----- |
| SCP |       | 3 – 1 | 1 – 5 | 4 – 0 |
| DOR | 1 – 0 |       | 1 – 3 | 5 – 0 |
| AJX | 4 – 2 | 4 – 0 |       | 2 – 0 |
| BES | 1 – 4 | 1 – 2 | 1 – 2 |       |

### Grupo D
| Equipo           | Pts. | PJ | PG | PE | PP | GF | GC | Dif. | Notas                          |
| ---------------- | ---- | -- | -- | -- | -- | -- | -- | ---- | ------------------------------ |
| Real Madrid      | 15   | 6  | 5  | 0  | 1  | 14 | 3  | 11   | Clasificado a octavos de final |
| Inter de Milán   | 10   | 6  | 3  | 1  | 2  | 8  | 5  | 3    | Clasificado a octavos de final |
| Sheriff Tiraspol | 7    | 6  | 2  | 1  | 3  | 7  | 11 | -4   | Repescado a Liga Europa        |
| Shakhtar Donetsk | 2    | 6  | 0  | 2  | 4  | 2  | 12 | -10  |                                |

|     | INT   | RMA   | SHK   | SHE   |
| --- | ----- | ----- | ----- | ----- |
| INT |       | 0 – 1 | 2 – 0 | 3 – 1 |
| RMA | 2 – 0 |       | 2 – 1 | 1 – 2 |
| SHK | 0 – 0 | 0 – 5 |       | 1 – 1 |
| SHE | 1 – 3 | 0 – 3 | 2 – 0 |       |

### Grupo E
| Equipo         | Pts. | PJ | PG | PE | PP | GF | GC | Dif. | Notas                          |
| -------------- | ---- | -- | -- | -- | -- | -- | -- | ---- | ------------------------------ |
| Bayern Múnich  | 18   | 6  | 6  | 0  | 0  | 22 | 3  | 19   | Clasificado a octavos de final |
| Benfica        | 8    | 6  | 2  | 2  | 2  | 7  | 9  | -2   | Clasificado a octavos de final |
| Barcelona      | 7    | 6  | 2  | 1  | 3  | 2  | 9  | -7   | Repescado a Liga Europa        |
| Dinamo de Kiev | 1    | 6  | 0  | 1  | 5  | 1  | 11 | -10  |                                |

|     | BAY   | BAR   | BEN   | DKV   |
| --- | ----- | ----- | ----- | ----- |
| BAY |       | 3 – 0 | 5 – 2 | 5 – 0 |
| BAR | 0 – 3 |       | 0 – 0 | 1 – 0 |
| BEN | 0 – 4 | 3 – 0 |       | 2 – 0 |
| DKV | 1 – 2 | 0 – 1 | 0 – 0 |       |

### Grupo F
| Equipo            | Pts. | PJ | PG | PE | PP | GF | GC | Dif. | Notas                          |
| ----------------- | ---- | -- | -- | -- | -- | -- | -- | ---- | ------------------------------ |
| Manchester United | 11   | 6  | 3  | 2  | 1  | 11 | 8  | 3    | Clasificado a octavos de final |
| Villarreal        | 10   | 6  | 3  | 1  | 2  | 12 | 9  | 3    | Clasificado a octavos de final |
| Atalanta          | 6    | 6  | 1  | 3  | 2  | 12 | 13 | -1   | Repescado a Liga Europa        |
| Young Boys        | 5    | 6  | 1  | 2  | 3  | 7  | 12 | -5   |                                |

|     | VIL   | MUN   | ATA   | YB    |
| --- | ----- | ----- | ----- | ----- |
| VIL |       | 0 – 2 | 2 – 2 | 2 – 0 |
| MUN | 2 – 1 |       | 3 – 2 | 1 – 1 |
| ATA | 2 – 3 | 2 – 2 |       | 1 – 0 |
| YB  | 1 – 4 | 2 – 1 | 3 – 3 |       |

### Grupo G
| Equipo             | Pts. | PJ | PG | PE | PP | GF | GC | Dif. | Notas                          |
| ------------------ | ---- | -- | -- | -- | -- | -- | -- | ---- | ------------------------------ |
| Lille              | 11   | 6  | 3  | 2  | 1  | 7  | 4  | 3    | Clasificado a octavos de final |
| Red Bull Salzburgo | 10   | 6  | 3  | 1  | 2  | 8  | 6  | 2    | Clasificado a octavos de final |
| Sevilla            | 6    | 6  | 1  | 3  | 2  | 5  | 5  | 0    | Repescado a Liga Europa        |
| Wolfsburgo         | 5    | 6  | 1  | 2  | 3  | 5  | 10 | -5   |                                |

|     | LIL   | SEV   | SAL   | WOL   |
| --- | ----- | ----- | ----- | ----- |
| LIL |       | 0 – 0 | 1 – 0 | 0 – 0 |
| SEV | 1 – 2 |       | 1 – 1 | 2 – 0 |
| SAL | 2 – 1 | 1 – 0 |       | 3 – 1 |
| WOL | 1 – 3 | 1 – 1 | 2 – 1 |       |

### Grupo H
| Equipo                | Pts. | PJ | PG | PE | PP | GF | GC | Dif. | Notas                          |
| --------------------- | ---- | -- | -- | -- | -- | -- | -- | ---- | ------------------------------ |
| Juventus              | 15   | 6  | 5  | 0  | 1  | 10 | 6  | 4    | Clasificado a octavos de final |
| Chelsea               | 13   | 6  | 4  | 1  | 1  | 13 | 4  | 9    | Clasificado a octavos de final |
| Zenit San Petersburgo | 5    | 6  | 1  | 2  | 3  | 10 | 10 | 0    | Repescado a Liga Europa        |
| Malmö                 | 1    | 6  | 0  | 1  | 5  | 1  | 14 | -13  |                                |

|     | CHE   | JUV   | ZEN   | MAL   |
| --- | ----- | ----- | ----- | ----- |
| CHE |       | 4 – 0 | 1 – 0 | 4 – 0 |
| JUV | 1 – 0 |       | 4 – 2 | 1 – 0 |
| ZEN | 3 – 3 | 0 – 1 |       | 4 – 0 |
| MAL | 0 – 1 | 0 – 3 | 1 – 1 |       |

## Fase eliminatoria
En la fase eliminatoria, los equipos juegan uno contra el otro en dos partidos, uno en casa y otro como visitante (a excepción de la final a partido único), y luego se hacen dos sumas de los goles, una para cada equipo. El ganador del total de goles del conjunto de dos partidos pasa a la siguiente fase. El mecanismo de los sorteos para cada ronda es el siguiente:
- En el sorteo de octavos de final, los ocho ganadores de grupo son cabezas de serie. Los cabezas de serie se enfrentan a un segundo de grupo, jugando el partido de vuelta en casa. Los equipos del mismo grupo o de la misma asociación no se pueden enfrentar.
- En los sorteos de los cuartos de final en adelante, no hay cabezas de serie. Los equipos del mismo grupo o la misma asociación se pueden enfrentar entre sí.
- La UEFA dio a conocer que el gol de visitante no contará y no definirá la serie por lo tanto si el global está empatado se definirá por tiempo extra y, de preservarse el empate, por tiros desde el punto penal.

| Grupo | Bombo 1 (Líderes de grupo) | Bombo 2 (Segundos de grupo) |
| ----- | -------------------------- | --------------------------- |
| A     | Manchester City            | París Saint-Germain         |
| B     | Liverpool                  | Atlético de Madrid          |
| C     | Ajax                       | Sporting de Lisboa          |
| D     | Real Madrid                | Inter de Milán              |
| E     | Bayern Múnich              | Benfica                     |
| F     | Manchester United          | Villarreal                  |
| G     | Lille                      | Red Bull Salzburgo          |
| H     | Juventus                   | Chelsea                     |

### Eliminatorias
|  | Octavos de final                                                    | Octavos de final                                                    | Octavos de final                                                    | Octavos de final                                                    | Octavos de final                                                    |   |    | Cuartos de final                                               | Cuartos de final                                               | Cuartos de final                                               | Cuartos de final                                               | Cuartos de final                                               |  |    | Semifinales                                                   | Semifinales                                                   | Semifinales                                                   | Semifinales                                                   | Semifinales                                                   |  |    | Final                                           | Final                                           | Final                                           |  |
|  | 15 al 23 de febrero de 2022 (ida) 8 al 16 de marzo de 2022 (vuelta) | 15 al 23 de febrero de 2022 (ida) 8 al 16 de marzo de 2022 (vuelta) | 15 al 23 de febrero de 2022 (ida) 8 al 16 de marzo de 2022 (vuelta) | 15 al 23 de febrero de 2022 (ida) 8 al 16 de marzo de 2022 (vuelta) | 15 al 23 de febrero de 2022 (ida) 8 al 16 de marzo de 2022 (vuelta) |   |    | 5 y 6 de abril de 2022 (ida) 12 y 13 de abril de 2022 (vuelta) | 5 y 6 de abril de 2022 (ida) 12 y 13 de abril de 2022 (vuelta) | 5 y 6 de abril de 2022 (ida) 12 y 13 de abril de 2022 (vuelta) | 5 y 6 de abril de 2022 (ida) 12 y 13 de abril de 2022 (vuelta) | 5 y 6 de abril de 2022 (ida) 12 y 13 de abril de 2022 (vuelta) |  |    | 26 y 27 de abril de 2022 (ida) 3 y 4 de mayo de 2022 (vuelta) | 26 y 27 de abril de 2022 (ida) 3 y 4 de mayo de 2022 (vuelta) | 26 y 27 de abril de 2022 (ida) 3 y 4 de mayo de 2022 (vuelta) | 26 y 27 de abril de 2022 (ida) 3 y 4 de mayo de 2022 (vuelta) | 26 y 27 de abril de 2022 (ida) 3 y 4 de mayo de 2022 (vuelta) |  |    | 28 de mayo de 2022 Stade de France, Saint-Denis | 28 de mayo de 2022 Stade de France, Saint-Denis | 28 de mayo de 2022 Stade de France, Saint-Denis |  |
|  |                                                                     |                                                                     |                                                                     |                                                                     |                                                                     |   |    |                                                                |                                                                |                                                                |                                                                |                                                                |  |    |                                                               |                                                               |                                                               |                                                               |                                                               |  |    |                                                 |                                                 |                                                 |  |
|  |                                                                     |                                                                     |                                                                     |                                                                     |                                                                     |   |    |                                                                |                                                                |                                                                |                                                                |                                                                |  |    |                                                               |                                                               |                                                               |                                                               |                                                               |  |    |                                                 |                                                 |                                                 |  |
|  | 2E                                                                  | Benfica                                                             | 2                                                                   | 1                                                                   | 3                                                                   |   |    |                                                                |                                                                |                                                                |                                                                |                                                                |  |    |                                                               |                                                               |                                                               |                                                               |                                                               |  |    |                                                 |                                                 |                                                 |  |
|  | 2E                                                                  | Benfica                                                             | 2                                                                   | 1                                                                   | 3                                                                   |   |    |                                                                |                                                                |                                                                |                                                                |                                                                |  |    |                                                               |                                                               |                                                               |                                                               |                                                               |  |    |                                                 |                                                 |                                                 |  |
|  | 1C                                                                  | Ajax                                                                | 2                                                                   | 0                                                                   | 2                                                                   |   |    |                                                                |                                                                |                                                                |                                                                |                                                                |  |    |                                                               |                                                               |                                                               |                                                               |                                                               |  |    |                                                 |                                                 |                                                 |  |
|  | 1C                                                                  | Ajax                                                                | 2                                                                   | 0                                                                   | 2                                                                   |   | 2E | Benfica                                                        | 1                                                              | 3                                                              | 4                                                              |                                                                |  |    |                                                               |                                                               |                                                               |                                                               |                                                               |  |    |                                                 |                                                 |                                                 |  |
|  |                                                                     |                                                                     |                                                                     |                                                                     |                                                                     |   | 2E | Benfica                                                        | 1                                                              | 3                                                              | 4                                                              |                                                                |  |    |                                                               |                                                               |                                                               |                                                               |                                                               |  |    |                                                 |                                                 |                                                 |  |
|  |                                                                     |                                                                     | 1B                                                                  | Liverpool                                                           | 3                                                                   | 3 | 6  |                                                                |                                                                |                                                                |                                                                |                                                                |  |    |                                                               |                                                               |                                                               |                                                               |                                                               |  |    |                                                 |                                                 |                                                 |  |
|  | 2D                                                                  | Inter de Milán                                                      | 1B                                                                  | Liverpool                                                           | 3                                                                   | 3 | 6  | 0                                                              | 1                                                              | 1                                                              |                                                                |                                                                |  |    |                                                               |                                                               |                                                               |                                                               |                                                               |  |    |                                                 |                                                 |                                                 |  |
|  | 2D                                                                  | Inter de Milán                                                      |                                                                     |                                                                     |                                                                     |   |    |                                                                |                                                                | 1                                                              |                                                                |                                                                |  |    |                                                               |                                                               |                                                               |                                                               |                                                               |  |    |                                                 |                                                 |                                                 |  |
|  | 1B                                                                  | Liverpool                                                           | 2                                                                   | 0                                                                   | 2                                                                   |   |    |                                                                |                                                                |                                                                |                                                                |                                                                |  |    |                                                               |                                                               |                                                               |                                                               |                                                               |  |    |                                                 |                                                 |                                                 |  |
|  | 1B                                                                  | Liverpool                                                           | 2                                                                   | 0                                                                   | 2                                                                   |   |    |                                                                |                                                                |                                                                |                                                                |                                                                |  | 1B | Liverpool                                                     | 2                                                             | 3                                                             | 5                                                             |                                                               |  |    |                                                 |                                                 |                                                 |  |
|  |                                                                     |                                                                     |                                                                     |                                                                     |                                                                     |   |    |                                                                |                                                                |                                                                |                                                                |                                                                |  | 1B | Liverpool                                                     | 2                                                             | 3                                                             | 5                                                             |                                                               |  |    |                                                 |                                                 |                                                 |  |
|  |                                                                     |                                                                     | 2F                                                                  | Villarreal                                                          | 0                                                                   | 2 | 2  |                                                                |                                                                |                                                                |                                                                |                                                                |  |    |                                                               |                                                               |                                                               |                                                               |                                                               |  |    |                                                 |                                                 |                                                 |  |
|  | 2F                                                                  | Villarreal                                                          | 2F                                                                  | Villarreal                                                          | 0                                                                   | 2 | 2  | 1                                                              | 3                                                              | 4                                                              |                                                                |                                                                |  |    |                                                               |                                                               |                                                               |                                                               |                                                               |  |    |                                                 |                                                 |                                                 |  |
|  | 2F                                                                  | Villarreal                                                          |                                                                     |                                                                     |                                                                     |   |    |                                                                |                                                                | 4                                                              |                                                                |                                                                |  |    |                                                               |                                                               |                                                               |                                                               |                                                               |  |    |                                                 |                                                 |                                                 |  |
|  | 1H                                                                  | Juventus                                                            | 1                                                                   | 0                                                                   | 1                                                                   |   |    |                                                                |                                                                |                                                                |                                                                |                                                                |  |    |                                                               |                                                               |                                                               |                                                               |                                                               |  |    |                                                 |                                                 |                                                 |  |
|  | 1H                                                                  | Juventus                                                            | 1                                                                   | 0                                                                   | 1                                                                   |   | 2F | Villarreal                                                     | 1                                                              | 1                                                              | 2                                                              |                                                                |  |    |                                                               |                                                               |                                                               |                                                               |                                                               |  |    |                                                 |                                                 |                                                 |  |
|  |                                                                     |                                                                     |                                                                     |                                                                     |                                                                     |   | 2F | Villarreal                                                     | 1                                                              | 1                                                              | 2                                                              |                                                                |  |    |                                                               |                                                               |                                                               |                                                               |                                                               |  |    |                                                 |                                                 |                                                 |  |
|  |                                                                     |                                                                     | 1E                                                                  | Bayern Múnich                                                       | 0                                                                   | 1 | 1  |                                                                |                                                                |                                                                |                                                                |                                                                |  |    |                                                               |                                                               |                                                               |                                                               |                                                               |  |    |                                                 |                                                 |                                                 |  |
|  | 2G                                                                  | Red Bull Salzburgo                                                  | 1E                                                                  | Bayern Múnich                                                       | 0                                                                   | 1 | 1  | 1                                                              | 1                                                              | 2                                                              |                                                                |                                                                |  |    |                                                               |                                                               |                                                               |                                                               |                                                               |  |    |                                                 |                                                 |                                                 |  |
|  | 2G                                                                  | Red Bull Salzburgo                                                  |                                                                     |                                                                     |                                                                     |   |    |                                                                |                                                                | 2                                                              |                                                                |                                                                |  |    |                                                               |                                                               |                                                               |                                                               |                                                               |  |    |                                                 |                                                 |                                                 |  |
|  | 1E                                                                  | Bayern Múnich                                                       | 1                                                                   | 7                                                                   | 8                                                                   |   |    |                                                                |                                                                |                                                                |                                                                |                                                                |  |    |                                                               |                                                               |                                                               |                                                               |                                                               |  |    |                                                 |                                                 |                                                 |  |
|  | 1E                                                                  | Bayern Múnich                                                       | 1                                                                   | 7                                                                   | 8                                                                   |   |    |                                                                |                                                                |                                                                |                                                                |                                                                |  |    |                                                               |                                                               |                                                               |                                                               |                                                               |  | 1B | Liverpool                                       | 0                                               |                                                 |  |
|  |                                                                     |                                                                     |                                                                     |                                                                     |                                                                     |   |    |                                                                |                                                                |                                                                |                                                                |                                                                |  |    |                                                               |                                                               |                                                               |                                                               |                                                               |  | 1B | Liverpool                                       | 0                                               |                                                 |  |
|  |                                                                     |                                                                     | 1D                                                                  | Real Madrid                                                         | 1                                                                   |   |    |                                                                |                                                                |                                                                |                                                                |                                                                |  |    |                                                               |                                                               |                                                               |                                                               |                                                               |  |    |                                                 |                                                 |                                                 |  |
|  | 2C                                                                  | Sporting de Lisboa                                                  | 1D                                                                  | Real Madrid                                                         | 1                                                                   | 0 | 0  | 0                                                              |                                                                |                                                                |                                                                |                                                                |  |    |                                                               |                                                               |                                                               |                                                               |                                                               |  |    |                                                 |                                                 |                                                 |  |
|  | 2C                                                                  | Sporting de Lisboa                                                  |                                                                     |                                                                     |                                                                     |   |    |                                                                |                                                                |                                                                |                                                                |                                                                |  |    |                                                               |                                                               |                                                               |                                                               |                                                               |  |    |                                                 |                                                 |                                                 |  |
|  | 1A                                                                  | Manchester City                                                     | 5                                                                   | 0                                                                   | 5                                                                   |   |    |                                                                |                                                                |                                                                |                                                                |                                                                |  |    |                                                               |                                                               |                                                               |                                                               |                                                               |  |    |                                                 |                                                 |                                                 |  |
|  | 1A                                                                  | Manchester City                                                     | 5                                                                   | 0                                                                   | 5                                                                   |   | 1A | Manchester City                                                | 1                                                              | 0                                                              | 1                                                              |                                                                |  |    |                                                               |                                                               |                                                               |                                                               |                                                               |  |    |                                                 |                                                 |                                                 |  |
|  |                                                                     |                                                                     |                                                                     |                                                                     |                                                                     |   | 1A | Manchester City                                                | 1                                                              | 0                                                              | 1                                                              |                                                                |  |    |                                                               |                                                               |                                                               |                                                               |                                                               |  |    |                                                 |                                                 |                                                 |  |
|  |                                                                     |                                                                     | 2B                                                                  | Atlético de Madrid                                                  | 0                                                                   | 0 | 0  |                                                                |                                                                |                                                                |                                                                |                                                                |  |    |                                                               |                                                               |                                                               |                                                               |                                                               |  |    |                                                 |                                                 |                                                 |  |
|  | 2B                                                                  | Atlético de Madrid                                                  | 2B                                                                  | Atlético de Madrid                                                  | 0                                                                   | 0 | 0  | 1                                                              | 1                                                              | 2                                                              |                                                                |                                                                |  |    |                                                               |                                                               |                                                               |                                                               |                                                               |  |    |                                                 |                                                 |                                                 |  |
|  | 2B                                                                  | Atlético de Madrid                                                  |                                                                     |                                                                     |                                                                     |   |    |                                                                |                                                                | 2                                                              |                                                                |                                                                |  |    |                                                               |                                                               |                                                               |                                                               |                                                               |  |    |                                                 |                                                 |                                                 |  |
|  | 1F                                                                  | Manchester United                                                   | 1                                                                   | 0                                                                   | 1                                                                   |   |    |                                                                |                                                                |                                                                |                                                                |                                                                |  |    |                                                               |                                                               |                                                               |                                                               |                                                               |  |    |                                                 |                                                 |                                                 |  |
|  | 1F                                                                  | Manchester United                                                   | 1                                                                   | 0                                                                   | 1                                                                   |   |    |                                                                |                                                                |                                                                |                                                                |                                                                |  | 1A | Manchester City                                               | 4                                                             | 1                                                             | 5                                                             |                                                               |  |    |                                                 |                                                 |                                                 |  |
|  |                                                                     |                                                                     |                                                                     |                                                                     |                                                                     |   |    |                                                                |                                                                |                                                                |                                                                |                                                                |  | 1A | Manchester City                                               | 4                                                             | 1                                                             | 5                                                             |                                                               |  |    |                                                 |                                                 |                                                 |  |
|  |                                                                     |                                                                     | 1D                                                                  | Real Madrid (t. s.)                                                 | 3                                                                   | 3 | 6  |                                                                |                                                                |                                                                |                                                                |                                                                |  |    |                                                               |                                                               |                                                               |                                                               |                                                               |  |    |                                                 |                                                 |                                                 |  |
|  | 2H                                                                  | Chelsea                                                             | 1D                                                                  | Real Madrid (t. s.)                                                 | 3                                                                   | 3 | 6  | 2                                                              | 2                                                              | 4                                                              |                                                                |                                                                |  |    |                                                               |                                                               |                                                               |                                                               |                                                               |  |    |                                                 |                                                 |                                                 |  |
|  | 2H                                                                  | Chelsea                                                             |                                                                     |                                                                     |                                                                     |   |    |                                                                |                                                                | 4                                                              |                                                                |                                                                |  |    |                                                               |                                                               |                                                               |                                                               |                                                               |  |    |                                                 |                                                 |                                                 |  |
|  | 1G                                                                  | Lille                                                               | 0                                                                   | 1                                                                   | 1                                                                   |   |    |                                                                |                                                                |                                                                |                                                                |                                                                |  |    |                                                               |                                                               |                                                               |                                                               |                                                               |  |    |                                                 |                                                 |                                                 |  |
|  | 1G                                                                  | Lille                                                               | 0                                                                   | 1                                                                   | 1                                                                   |   | 2H | Chelsea                                                        | 1                                                              | 3                                                              | 4                                                              |                                                                |  |    |                                                               |                                                               |                                                               |                                                               |                                                               |  |    |                                                 |                                                 |                                                 |  |
|  |                                                                     |                                                                     |                                                                     |                                                                     |                                                                     |   | 2H | Chelsea                                                        | 1                                                              | 3                                                              | 4                                                              |                                                                |  |    |                                                               |                                                               |                                                               |                                                               |                                                               |  |    |                                                 |                                                 |                                                 |  |
|  |                                                                     |                                                                     | 1D                                                                  | Real Madrid (t. s.)                                                 | 3                                                                   | 2 | 5  |                                                                |                                                                |                                                                |                                                                |                                                                |  |    |                                                               |                                                               |                                                               |                                                               |                                                               |  |    |                                                 |                                                 |                                                 |  |
|  | 2A                                                                  | París Saint-Germain                                                 | 1D                                                                  | Real Madrid (t. s.)                                                 | 3                                                                   | 2 | 5  | 1                                                              | 1                                                              | 2                                                              |                                                                |                                                                |  |    |                                                               |                                                               |                                                               |                                                               |                                                               |  |    |                                                 |                                                 |                                                 |  |
|  | 2A                                                                  | París Saint-Germain                                                 |                                                                     |                                                                     |                                                                     |   |    |                                                                |                                                                | 2                                                              |                                                                |                                                                |  |    |                                                               |                                                               |                                                               |                                                               |                                                               |  |    |                                                 |                                                 |                                                 |  |
|  | 1D                                                                  | Real Madrid                                                         | 0                                                                   | 3                                                                   | 3                                                                   |   |    |                                                                |                                                                |                                                                |                                                                |                                                                |  |    |                                                               |                                                               |                                                               |                                                               |                                                               |  |    |                                                 |                                                 |                                                 |  |
|  | 1D                                                                  | Real Madrid                                                         | 0                                                                   | 3                                                                   | 3                                                                   |   |    |                                                                |                                                                |                                                                |                                                                |                                                                |  |    |                                                               |                                                               |                                                               |                                                               |                                                               |  |    |                                                 |                                                 |                                                 |  |
|  |                                                                     |                                                                     |                                                                     |                                                                     |                                                                     |   |    |                                                                |                                                                |                                                                |                                                                |                                                                |  |    |                                                               |                                                               |                                                               |                                                               |                                                               |  |    |                                                 |                                                 |                                                 |  |

### Octavos de final
| Equipo 1            | Agr. | Equipo 2          | Ida | Vuelta |
| ------------------- | ---- | ----------------- | --- | ------ |
| Red Bull Salzburgo  | 2–8  | Bayern Múnich     | 1–1 | 1–7    |
| Sporting de Lisboa  | 0–5  | Manchester City   | 0–5 | 0–0    |
| Benfica             | 3–2  | Ajax              | 2–2 | 1–0    |
| Chelsea             | 4–1  | Lille             | 2–0 | 2–1    |
| Atlético de Madrid  | 2–1  | Manchester United | 1–1 | 1–0    |
| Villarreal          | 4–1  | Juventus          | 1–1 | 3–0    |
| Inter de Milán      | 1–2  | Liverpool         | 0–2 | 1–0    |
| París Saint-Germain | 2–3  | Real Madrid       | 1–0 | 1–3    |

### Cuartos de final
| Equipo 1        | Agr.        | Equipo 2           | Ida | Vuelta |
| --------------- | ----------- | ------------------ | --- | ------ |
| Chelsea         | 4–5 (t. s.) | Real Madrid        | 1–3 | 3–2    |
| Manchester City | 1–0         | Atlético de Madrid | 1–0 | 0–0    |
| Villarreal      | 2–1         | Bayern Múnich      | 1–0 | 1–1    |
| Benfica         | 4–6         | Liverpool          | 1–3 | 3–3    |

### Semifinales
| Equipo 1        | Agr.        | Equipo 2    | Ida | Vuelta |
| --------------- | ----------- | ----------- | --- | ------ |
| Manchester City | 5–6 (t. s.) | Real Madrid | 4–3 | 1–3    |
| Liverpool       | 5–2         | Villarreal  | 2–0 | 3–2    |

### Final
| 1     | POR   | Alisson Becker         |     |
| 66    | DEF   | Trent Alexander-Arnold |     |
| 5     | DEF   | Ibrahima Konaté        |     |
| 4     | DEF   | Virgil van Dijk        |     |
| 26    | DEF   | Andrew Robertson       |     |
| 14    | MED   | Jordan Henderson       | 77' |
| 3     | MED   | Fabinho                |     |
| 6     | MED   | Thiago Alcántara       | 77' |
| 11    | DEL   | Mohamed Salah          |     |
| 10    | DEL   | Sadio Mané             |     |
| 23    | DEL   | Luis Díaz              | 65' |
| D. T. | D. T. | Jürgen Klopp           |     |

| 1     | POR   | Thibaut Courtois  |       |
| 2     | DEF   | Dani Carvajal     |       |
| 3     | DEF   | Éder Militão      |       |
| 4     | DEF   | David Alaba       |       |
| 23    | DEF   | Ferland Mendy     |       |
| 10    | MED   | Luka Modrić       | 90'   |
| 14    | MED   | Casemiro          |       |
| 8     | MED   | Toni Kroos        |       |
| 15    | DEL   | Federico Valverde | 86'   |
| 9     | DEL   | Karim Benzema     |       |
| 20    | DEL   | Vinícius Júnior   | 90+3' |
| D. T. | D. T. | Carlo Ancelotti   |       |

| 20 | DEL | Diogo Jota      | 65' |
| 8  | MED | Naby Keïta      | 77' |
| 9  | DEL | Roberto Firmino | 77' |

| 25 | MED | Eduardo Camavinga | 86'   |
| 19 | MED | Dani Ceballos     | 90'   |
| 21 | DEL | Rodrygo           | 90+3' |

| 59' | Vinícius Júnior | 0:1 |

| 62' | Fabinho |

| Principal  | Clément Turpin |
| Asistentes | Nicolas Danos  |
|            | Cyril Gringore |
| Cuarto     | Benoît Bastien |

| VAR            | Jérôme Brisard      |
| Asistentes VAR | Willy Delajod       |
|                | Massimiliano Irrati |
|                | Filippo Meli        |

|                    |     |     |
| Tiros              | 24  | 4   |
| Tiros a puerta     | 9   | 2   |
| Faltas             | 13  | 7   |
| Saques de esquina  | 6   | 2   |
| Fueras de juego    | 1   | 4   |
| Posesión del balón | 54% | 46% |

| Alineación inicial |

| 1     | POR   | Alisson Becker         |     |
| 66    | DEF   | Trent Alexander-Arnold |     |
| 5     | DEF   | Ibrahima Konaté        |     |
| 4     | DEF   | Virgil van Dijk        |     |
| 26    | DEF   | Andrew Robertson       |     |
| 14    | MED   | Jordan Henderson       | 77' |
| 3     | MED   | Fabinho                |     |
| 6     | MED   | Thiago Alcántara       | 77' |
| 11    | DEL   | Mohamed Salah          |     |
| 10    | DEL   | Sadio Mané             |     |
| 23    | DEL   | Luis Díaz              | 65' |
| D. T. | D. T. | Jürgen Klopp           |     |

| 1     | POR   | Thibaut Courtois  |       |
| 2     | DEF   | Dani Carvajal     |       |
| 3     | DEF   | Éder Militão      |       |
| 4     | DEF   | David Alaba       |       |
| 23    | DEF   | Ferland Mendy     |       |
| 10    | MED   | Luka Modrić       | 90'   |
| 14    | MED   | Casemiro          |       |
| 8     | MED   | Toni Kroos        |       |
| 15    | DEL   | Federico Valverde | 86'   |
| 9     | DEL   | Karim Benzema     |       |
| 20    | DEL   | Vinícius Júnior   | 90+3' |
| D. T. | D. T. | Carlo Ancelotti   |       |

| 20 | DEL | Diogo Jota      | 65' |
| 8  | MED | Naby Keïta      | 77' |
| 9  | DEL | Roberto Firmino | 77' |

| 25 | MED | Eduardo Camavinga | 86'   |
| 19 | MED | Dani Ceballos     | 90'   |
| 21 | DEL | Rodrygo           | 90+3' |

| 59' | Vinícius Júnior | 0:1 |

| 62' | Fabinho |

| Principal  | Clément Turpin |
| Asistentes | Nicolas Danos  |
|            | Cyril Gringore |
| Cuarto     | Benoît Bastien |

| VAR            | Jérôme Brisard      |
| Asistentes VAR | Willy Delajod       |
|                | Massimiliano Irrati |
|                | Filippo Meli        |

|                    |     |     |
| Tiros              | 24  | 4   |
| Tiros a puerta     | 9   | 2   |
| Faltas             | 13  | 7   |
| Saques de esquina  | 6   | 2   |
| Fueras de juego    | 1   | 4   |
| Posesión del balón | 54% | 46% |

| Alineación inicial |

| 1     | POR   | Alisson Becker         |     |
| 66    | DEF   | Trent Alexander-Arnold |     |
| 5     | DEF   | Ibrahima Konaté        |     |
| 4     | DEF   | Virgil van Dijk        |     |
| 26    | DEF   | Andrew Robertson       |     |
| 14    | MED   | Jordan Henderson       | 77' |
| 3     | MED   | Fabinho                |     |
| 6     | MED   | Thiago Alcántara       | 77' |
| 11    | DEL   | Mohamed Salah          |     |
| 10    | DEL   | Sadio Mané             |     |
| 23    | DEL   | Luis Díaz              | 65' |
| D. T. | D. T. | Jürgen Klopp           |     |

| 1     | POR   | Thibaut Courtois  |       |
| 2     | DEF   | Dani Carvajal     |       |
| 3     | DEF   | Éder Militão      |       |
| 4     | DEF   | David Alaba       |       |
| 23    | DEF   | Ferland Mendy     |       |
| 10    | MED   | Luka Modrić       | 90'   |
| 14    | MED   | Casemiro          |       |
| 8     | MED   | Toni Kroos        |       |
| 15    | DEL   | Federico Valverde | 86'   |
| 9     | DEL   | Karim Benzema     |       |
| 20    | DEL   | Vinícius Júnior   | 90+3' |
| D. T. | D. T. | Carlo Ancelotti   |       |

| 20 | DEL | Diogo Jota      | 65' |
| 8  | MED | Naby Keïta      | 77' |
| 9  | DEL | Roberto Firmino | 77' |

| 25 | MED | Eduardo Camavinga | 86'   |
| 19 | MED | Dani Ceballos     | 90'   |
| 21 | DEL | Rodrygo           | 90+3' |

| 59' | Vinícius Júnior | 0:1 |

| 62' | Fabinho |

| Principal  | Clément Turpin |
| Asistentes | Nicolas Danos  |
|            | Cyril Gringore |
| Cuarto     | Benoît Bastien |

| VAR            | Jérôme Brisard      |
| Asistentes VAR | Willy Delajod       |
|                | Massimiliano Irrati |
|                | Filippo Meli        |

|                    |     |     |
| Tiros              | 24  | 4   |
| Tiros a puerta     | 9   | 2   |
| Faltas             | 13  | 7   |
| Saques de esquina  | 6   | 2   |
| Fueras de juego    | 1   | 4   |
| Posesión del balón | 54% | 46% |

| Alineación inicial |

| 1     | POR   | Alisson Becker         |     |
| 66    | DEF   | Trent Alexander-Arnold |     |
| 5     | DEF   | Ibrahima Konaté        |     |
| 4     | DEF   | Virgil van Dijk        |     |
| 26    | DEF   | Andrew Robertson       |     |
| 14    | MED   | Jordan Henderson       | 77' |
| 3     | MED   | Fabinho                |     |
| 6     | MED   | Thiago Alcántara       | 77' |
| 11    | DEL   | Mohamed Salah          |     |
| 10    | DEL   | Sadio Mané             |     |
| 23    | DEL   | Luis Díaz              | 65' |
| D. T. | D. T. | Jürgen Klopp           |     |

| 1     | POR   | Thibaut Courtois  |       |
| 2     | DEF   | Dani Carvajal     |       |
| 3     | DEF   | Éder Militão      |       |
| 4     | DEF   | David Alaba       |       |
| 23    | DEF   | Ferland Mendy     |       |
| 10    | MED   | Luka Modrić       | 90'   |
| 14    | MED   | Casemiro          |       |
| 8     | MED   | Toni Kroos        |       |
| 15    | DEL   | Federico Valverde | 86'   |
| 9     | DEL   | Karim Benzema     |       |
| 20    | DEL   | Vinícius Júnior   | 90+3' |
| D. T. | D. T. | Carlo Ancelotti   |       |

| 20 | DEL | Diogo Jota      | 65' |
| 8  | MED | Naby Keïta      | 77' |
| 9  | DEL | Roberto Firmino | 77' |

| 25 | MED | Eduardo Camavinga | 86'   |
| 19 | MED | Dani Ceballos     | 90'   |
| 21 | DEL | Rodrygo           | 90+3' |

| 59' | Vinícius Júnior | 0:1 |

| 62' | Fabinho |

| Principal  | Clément Turpin |
| Asistentes | Nicolas Danos  |
|            | Cyril Gringore |
| Cuarto     | Benoît Bastien |

| VAR            | Jérôme Brisard      |
| Asistentes VAR | Willy Delajod       |
|                | Massimiliano Irrati |
|                | Filippo Meli        |

|                    |     |     |
| Tiros              | 24  | 4   |
| Tiros a puerta     | 9   | 2   |
| Faltas             | 13  | 7   |
| Saques de esquina  | 6   | 2   |
| Fueras de juego    | 1   | 4   |
| Posesión del balón | 54% | 46% |

| Alineación inicial |

|                                 |
| Bandera de España               |
| Campeón Real Madrid 14.º título |

## Estadísticas

### Máximos anotadores
Nota: No contabilizados los partidos y goles en rondas previas.
| \| Pos. \| Jugador \| Goles \| Part. (Min.) \| Prom. \| Club \| \| ---- \| ------------------ \| ----- \| ------------ \| ----- \| ------------------- \| \| 1 \| Karim Benzema \| 15 \| 13 (1204') \| 1.15 \| Real Madrid \| \| 2 \| Robert Lewandowski \| 13 \| 10 (876') \| 1.3 \| Bayern Múnich \| \| 3 \| Sébastien Haller \| 11 \| 8 (668') \| 1.38 \| Ajax \| \| 4 \| Mohamed Salah \| 8 \| 13 (1008') \| 0.62 \| Liverpool \| \| 5 \| Christopher Nkunku \| 7 \| 6 (531') \| 1.17 \| RB Leipzig \| \| 6 \| Riyad Mahrez \| 7 \| 12 (986') \| 0.58 \| Manchester City \| \| 7 \| Cristiano Ronaldo \| 6 \| 7 (611') \| 0.86 \| Manchester United \| \| 8 \| Leroy Sané \| 6 \| 10 (798') \| 0.6 \| Bayern Múnich \| \| 9 \| Kylian Mbappé \| 6 \| 8 (673') \| 0.75 \| París Saint-Germain \| \| 10 \| Arnaut Danjuma \| 6 \| 11 (906') \| 0.55 \| Villarreal \| \| 11 \| Darwin Núñez \| 6 \| 10 (613') \| 0.6 \| Benfica \| Actualizado al último partido disputado el 28 de mayo de 2022 (de acuerdo a la página oficial de la competición). |                    |       |              |       |                     |
| Pos. | Jugador            | Goles | Part. (Min.) | Prom. | Club                |
| 1 | Karim Benzema      | 15    | 13 (1204')   | 1.15  | Real Madrid         |
| 2 | Robert Lewandowski | 13    | 10 (876')    | 1.3   | Bayern Múnich       |
| 3 | Sébastien Haller   | 11    | 8 (668')     | 1.38  | Ajax                |
| 4 | Mohamed Salah      | 8     | 13 (1008')   | 0.62  | Liverpool           |
| 5 | Christopher Nkunku | 7     | 6 (531')     | 1.17  | RB Leipzig          |
| 6 | Riyad Mahrez       | 7     | 12 (986')    | 0.58  | Manchester City     |
| 7 | Cristiano Ronaldo  | 6     | 7 (611')     | 0.86  | Manchester United   |
| 8 | Leroy Sané         | 6     | 10 (798')    | 0.6   | Bayern Múnich       |
| 9 | Kylian Mbappé      | 6     | 8 (673')     | 0.75  | París Saint-Germain |
| 10 | Arnaut Danjuma     | 6     | 11 (906')    | 0.55  | Villarreal          |
| 11 | Darwin Núñez       | 6     | 10 (613')    | 0.6   | Benfica             |

### Tabla de asistencias
| \| Pos. \| Jugador \| Asist. \| Part. (Min.) \| Prom. \| \| Club \| \| ---- \| ---------------------- \| ------ \| ------------ \| ----- \| \| ------------------- \| \| 1 \| Bruno Fernandes \| 7 \| 7 (520') \| 1 \| \| Manchester United \| \| 2 \| Leroy Sané \| 6 \| 10 (798') \| 0.6 \| \| Bayern Múnich \| \| = \| Vinícius Júnior \| 6 \| 13 (1199') \| 0.46 \| \| Real Madrid \| \| 4 \| Antony \| 5 \| 7 (577') \| 0.71 \| \| Ajax \| \| 5 \| Kylian Mbappé \| 4 \| 8 (673') \| 0.5 \| \| París Saint-Germain \| \| = \| Luka Modrić \| 4 \| 13 (1077') \| 0.31 \| \| Real Madrid \| \| = \| Gerard Moreno \| 4 \| 7 (524') \| 0.57 \| \| Villarreal \| \| = \| João Mário \| 4 \| 8 (493') \| 0.5 \| \| Benfica \| \| = \| Kevin De Bruyne \| 4 \| 10 (734') \| 0.4 \| \| Manchester City \| \| = \| Étienne Capoue \| 4 \| 12 (1046') \| 0.33 \| \| Villarreal \| \| = \| Trent Alexander-Arnold \| 4 \| 9 (794') \| 0.44 \| \| Liverpool \| Actualizado al último partido disputado el 28 de mayo de 2022 (de acuerdo a la página oficial de la competición). |                        |        |              |       |  |                     |
| Pos. | Jugador                | Asist. | Part. (Min.) | Prom. |  | Club                |
| 1 | Bruno Fernandes        | 7      | 7 (520')     | 1     |  | Manchester United   |
| 2 | Leroy Sané             | 6      | 10 (798')    | 0.6   |  | Bayern Múnich       |
| = | Vinícius Júnior        | 6      | 13 (1199')   | 0.46  |  | Real Madrid         |
| 4 | Antony                 | 5      | 7 (577')     | 0.71  |  | Ajax                |
| 5 | Kylian Mbappé          | 4      | 8 (673')     | 0.5   |  | París Saint-Germain |
| = | Luka Modrić            | 4      | 13 (1077')   | 0.31  |  | Real Madrid         |
| = | Gerard Moreno          | 4      | 7 (524')     | 0.57  |  | Villarreal          |
| = | João Mário             | 4      | 8 (493')     | 0.5   |  | Benfica             |
| = | Kevin De Bruyne        | 4      | 10 (734')    | 0.4   |  | Manchester City     |
| = | Étienne Capoue         | 4      | 12 (1046')   | 0.33  |  | Villarreal          |
| = | Trent Alexander-Arnold | 4      | 9 (794')     | 0.44  |  | Liverpool           |

### Jugadores con tres o más goles en un partido
| Pos. | Jugador            | Goles | Fecha                    | Local              |                       | Resultado |                             | Visitante           | Reporte          |
| ---- | ------------------ | ----- | ------------------------ | ------------------ | --------------------- | --------- | --------------------------- | ------------------- | ---------------- |
| 1    | Sébastien Haller   | 4     | 15 de septiembre de 2021 | Sporting de Lisboa | Bandera de Portugal   | 1 - 5     | Bandera de los Países Bajos | Ajax                | Jornada 1        |
| 2    | Christopher Nkunku | 3     | 15 de septiembre de 2021 | Manchester City    | Bandera de Inglaterra | 6 - 3     | Bandera de Alemania         | RB Leipzig          | Jornada 1        |
| 3    | Robert Lewandowski | 3     | 2 de noviembre de 2021   | Bayern Múnich      | Bandera de Alemania   | 5 - 2     | Bandera de Portugal         | Benfica             | Jornada 4        |
| 4    | Robert Lewandowski | 3     | 8 de marzo de 2022       | Bayern Múnich      | Bandera de Alemania   | 7 - 1     | Bandera de Austria          | Red Bull Salzburgo  | Octavos de final |
| 5    | Karim Benzema      | 3     | 9 de marzo de 2022       | Real Madrid        | Bandera de España     | 3 - 1     | Bandera de Francia          | París Saint-Germain | Octavos de final |
| 6    | Karim Benzema      | 3     | 6 de abril de 2022       | Chelsea            | Bandera de Inglaterra | 1 - 3     | Bandera de España           | Real Madrid         | Cuartos de final |

## Jugador del partido
La UEFA entrega un premio oficial al Jugador del Partido después de cada partido de la fase de eliminatorias de la UEFA Champions League con el objetivo de reconocer a los mejores jugadores de la máxima competición europea de clubes.
| Octavos de final   | Octavos de final | Cuartos de final | Cuartos de final | Semifinales      | Semifinales | Final            | Final       |  |
| Jugador            | Partido          | Jugador          | Partido          | Jugador          | Partido     | Jugador          | Partido     |  |
| ------------------ | ---------------- | ---------------- | ---------------- | ---------------- | ----------- | ---------------- | ----------- |  |
| Kylian Mbappé      | PSG 1:0 RMA      | Luis Díaz        | BEN 1:3 LIV      | Thiago Alcántara | LIV 2:0 VIL | Thibaut Courtois | LIV 0:1 RMA |  |
| Bernardo Silva     | SPO 0:5 MCI      | Kevin De Bruyne  | MCI 1:0 ATM      | Bernardo Silva   | MCI 4:3 RMA |                  |             |  |
| Mohamed Camara     | SAL 1:1 MUN      | Karim Benzema    | CHE 1:3 RMA      | Luis Díaz        | VIL 2:3 LIV |                  |             |  |
| Virgil van Dijk    | INT 0:2 LIV      | Giovani Lo Celso | VIL 1:0 MUN      | Thibaut Courtois | RMA 3:1 MCI |                  |             |  |
| N'Golo Kanté       | CHE 2:0 LIL      | Kostas Tsimikas  | LIV 3:3 BEN      |                  |             |                  |             |  |
| Dani Parejo        | VIL 1:1 JUV      | John Stones      | ATM 0:0 MCI      |                  |             |                  |             |  |
| Noussair Mazraoui  | BEN 2:2 AJX      | Luka Modrić      | RMA 2:3 CHE      |                  |             |                  |             |  |
| João Félix         | ATM 1:1 MUN      | Raúl Albiol      | MUN 1:1 VIL      |                  |             |                  |             |  |
| Karim Benzema      | RMA 3:1 PSG      |                  |                  |                  |             |                  |             |  |
| Fernandinho        | MCI 0:0 SPO      |                  |                  |                  |             |                  |             |  |
| Robert Lewandowski | MUN 7:1 SAL      |                  |                  |                  |             |                  |             |  |
| Milan Škriniar     | LIV 0:1 INT      |                  |                  |                  |             |                  |             |  |
| Christian Pulišić  | LIL 1:2 CHE      |                  |                  |                  |             |                  |             |  |
| Gerónimo Rulli     | JUV 0:3 VIL      |                  |                  |                  |             |                  |             |  |
| Darwin Núñez       | AJX 0:1 BEN      |                  |                  |                  |             |                  |             |  |
| Koke Resurrección  | MUN 0:1 ATM      |                  |                  |                  |             |                  |             |  |

### Rendimiento General
Nota: No contabilizadas las estadísticas en rondas previas.
| Club | Club                  | Pts. | PJ | PG | PE | PP | GF | GC | Dif. | Rend.  |
| ---- | --------------------- | ---- | -- | -- | -- | -- | -- | -- | ---- | ------ |
| 1    | Real Madrid           | 27   | 13 | 9  | 0  | 4  | 29 | 14 | +15  | 69.23% |
| 2    | Liverpool             | 31   | 13 | 10 | 1  | 2  | 30 | 14 | +16  | 79.49% |
| 3    | Manchester City       | 23   | 12 | 7  | 2  | 3  | 29 | 16 | +13  | 63.89% |
| 4    | Villarreal            | 18   | 12 | 5  | 3  | 4  | 20 | 16 | +4   | 50%    |
| 5    | Bayern Múnich         | 23   | 10 | 7  | 2  | 1  | 31 | 7  | +24  | 76.67% |
| 6    | Chelsea               | 22   | 10 | 7  | 1  | 2  | 21 | 10 | +11  | 73.33% |
| 7    | Benfica               | 13   | 10 | 3  | 4  | 3  | 14 | 17 | -3   | 44.44% |
| 8    | Atlético de Madrid    | 12   | 10 | 3  | 3  | 4  | 9  | 10 | -1   | 40.74% |
| 9    | Ajax                  | 19   | 8  | 6  | 1  | 1  | 22 | 8  | +14  | 79.17% |
| 10   | Juventus              | 16   | 8  | 5  | 1  | 2  | 11 | 10 | +1   | 66.67% |
| 11   | París Saint-Germain   | 14   | 8  | 4  | 2  | 2  | 15 | 11 | +4   | 58.33% |
| 12   | Inter de Milán        | 13   | 8  | 4  | 1  | 3  | 9  | 7  | +2   | 54.17% |
| 13   | Manchester United     | 12   | 8  | 3  | 3  | 2  | 12 | 10 | +2   | 50%    |
| 14   | Lille                 | 11   | 8  | 3  | 2  | 3  | 8  | 8  | 0    | 45.83% |
| 15   | Red Bull Salzburgo    | 11   | 8  | 3  | 2  | 3  | 10 | 14 | -4   | 45.83% |
| 16   | Sporting de Lisboa    | 10   | 8  | 3  | 1  | 4  | 14 | 17 | -3   | 41.67% |
| 17   | Borussia Dortmund     | 9    | 6  | 3  | 0  | 3  | 10 | 11 | -1   | 50%    |
| 18   | RB Leipzig            | 7    | 6  | 2  | 1  | 3  | 15 | 14 | +1   | 38.89% |
| 19   | Sheriff Tiraspol      | 7    | 6  | 2  | 1  | 3  | 7  | 11 | -4   | 38.89% |
| 20   | Barcelona             | 7    | 6  | 2  | 1  | 3  | 2  | 9  | -7   | 38.89% |
| 21   | Sevilla               | 6    | 6  | 1  | 3  | 2  | 5  | 5  | 0    | 33.33% |
| 22   | Atalanta              | 6    | 6  | 1  | 3  | 2  | 12 | 13 | -1   | 33.33% |
| 23   | Zenit San Petersburgo | 5    | 6  | 1  | 2  | 3  | 10 | 10 | 0    | 27.78% |
| 24   | Young Boys            | 5    | 6  | 1  | 2  | 3  | 7  | 12 | -5   | 27.78% |
| 25   | Wolfsburgo            | 5    | 6  | 1  | 2  | 3  | 5  | 10 | -5   | 27.78% |
| 26   | Porto                 | 5    | 6  | 1  | 2  | 3  | 4  | 11 | -7   | 27.78% |
| 27   | Milan                 | 4    | 6  | 1  | 1  | 4  | 6  | 9  | -3   | 22.22% |
| 28   | Brujas                | 4    | 6  | 1  | 1  | 4  | 6  | 20 | -14  | 22.22% |
| 29   | Shakhtar Donetsk      | 2    | 6  | 0  | 2  | 4  | 2  | 12 | -10  | 11.11% |
| 30   | Dinamo de Kiev        | 1    | 6  | 0  | 1  | 5  | 1  | 11 | -10  | 5.56%  |
| 31   | Malmö                 | 1    | 6  | 0  | 1  | 5  | 1  | 14 | -13  | 5.56%  |
| 32   | Beşiktaş              | 0    | 6  | 0  | 0  | 6  | 3  | 19 | -16  | 0%     |

### Equipo ideal
El grupo de observadores técnicos de UEFA, seleccionó los siguientes 11 futbolistas como «Equipo de la Temporada» de la competición:
| \| N.º \| Pos. \| Nac. \| Jugador \| Equipo \| \| ------------------------------------------------------ \| ---- \| ---- \| ------------------ \| ------------------ \| \| 1 \| POR \| \| Thibaut Courtois \| Real Madrid \| \| 23 \| DEF \| \| Reinildo \| Atlético de Madrid \| \| 3 \| DEF \| \| Éder Militão \| Real Madrid \| \| 27 \| DEF \| \| João Cancelo \| Manchester City \| \| 19 \| MED \| \| Leroy Sané \| Bayern Múnich \| \| 26 \| MED \| \| Riyad Mahrez \| Manchester City \| \| 15 \| MED \| \| Arnaut Danjuma \| Villarreal \| \| 11 \| MED \| \| Mohamed Salah \| Liverpool \| \| 22 \| DEL \| \| Sébastien Haller \| Ajax \| \| 9 \| DEL \| \| Robert Lewandowski \| Bayern Múnich \| \| 7 \| DEL \| \| Karim Benzema \| Real Madrid \| \| Fuente: Unión Europea de Asociaciones de Fútbol (UEFA) \| \| \| \| \| |      |                             |                    |                    |
| N.º | Pos. | Nac.                        | Jugador            | Equipo             |
| 1 | POR  | Bandera de Bélgica          | Thibaut Courtois   | Real Madrid        |
| 23 | DEF  | Bandera de Mozambique       | Reinildo           | Atlético de Madrid |
| 3 | DEF  | Bandera de Brasil           | Éder Militão       | Real Madrid        |
| 27 | DEF  | Bandera de Portugal         | João Cancelo       | Manchester City    |
| 19 | MED  | Bandera de Alemania         | Leroy Sané         | Bayern Múnich      |
| 26 | MED  | Bandera de Argelia          | Riyad Mahrez       | Manchester City    |
| 15 | MED  | Bandera de los Países Bajos | Arnaut Danjuma     | Villarreal         |
| 11 | MED  | Bandera de Egipto           | Mohamed Salah      | Liverpool          |
| 22 | DEL  | Bandera de Costa de Marfil  | Sébastien Haller   | Ajax               |
| 9 | DEL  | Bandera de Polonia          | Robert Lewandowski | Bayern Múnich      |
| 7 | DEL  | Bandera de Francia          | Karim Benzema      | Real Madrid        |
| Fuente: Unión Europea de Asociaciones de Fútbol (UEFA) |      |                             |                    |                    |